# 蔡沟镇
蔡沟镇，原为蔡沟乡，是中华人民共和国河南省驻马店市上蔡县下辖的一个乡镇级行政单位。2018年撤乡设镇。区划代码改为411722113。

## 行政区划
蔡沟镇下辖以下地区：
东头村、南头村、北头村、方刘村、赵张村、张青村、中陈村、冯黎村、庙杨村、大杨村、任寨村、开陈村、大朱村、大张村、大孟村、西马村、干坑村、林堂村、大任村、后时村、孔庄村、火神村和朱楼村。